# Закровцы
Закровцы (укр. Закрівці) — село в Отынийской поселковой общине Коломыйского района Ивано-Франковской области Украины.
Население по переписи 2001 года составляло 787 человек. Занимает площадь 7,31 км². Почтовый индекс — 78226. Телефонный код — 03433.